# ميشيل بيكار (مجدف)
ميشيل بيكار (بالفرنسية: Michel Picard)‏ هو مجدف فرنسي، ولد في 4 مارس 1954.

## وصلات خارجية
- ميشيل بيكار على موقع الاتحاد الدولي للتجديف (الإنجليزية)